# Scandinavia
Scandinavia is een plaats (village) in de Amerikaanse staat Wisconsin, en valt bestuurlijk gezien onder Waupaca County.

## Demografie
Bij de volkstelling in 2000 werd het aantal inwoners vastgesteld op 349. In 2006 is het aantal inwoners door het United States Census Bureau geschat op 362, een stijging van 13 (3,7%).

## Geografie
Volgens het United States Census Bureau beslaat de plaats een oppervlakte van 2,5 km², waarvan 2,2 km² land en 0,3 km² water. Scandinavia ligt op ongeveer 295 m boven zeeniveau.

## Plaatsen in de nabije omgeving
De onderstaande figuur toont nabijgelegen plaatsen in een straal van 16 km rond Scandinavia.